# Virophaviricetes
Los virófagos (clase Virophaviricetes), llamados también virus caníbales, son virus que parasitan a otros virus y son virus satélite de ADN bicatenario. La diana de estos virus antivirus es siempre un virus gigante al que producen malformaciones en el momento de su replicación dentro de la célula hospedadora.
En 2008, el mismo grupo de investigadores que había caracterizado los Mimivirus, descubrió el primero de estos virus "comedores de virus", bautizado  Sputnik, en una torre de refrigeración de agua en París. Desde entonces, nuevos virófagos han ido apareciendo, como el marino Mavirus, capaz de infectar al virus  Cafeteria roenbergensis (VCR; CRV, en inglés), depredador de especies integrantes del zooplancton. De hecho, el genoma del Mavirus sería similar al de algunos transposones eucarióticos. Se piensa que se podrían insertar en el genoma, a modo de transposones víricos. 
Si su inserción se produce en un sitio sensible, pueden producir mutaciones incompatibles con la viabilidad celular en los virus. De esta forma los virófagos protegen, en este caso, al zooplancton. Por ello tienen un uso potencial como antivirales en el tratamiento de enfermedades producidas por virus.
Uno de los últimos virófagos ha sido descubierto por casualidad en el Lago Orgánico del Este Antártico mientras se estudiaban otras formas biológicas. El virófago se denomina  Virófago del Lago Orgánico (VLO; OLV, en inglés).
Diversos proyectos realizados en varios océanos demuestran que estas formas orgánicas son más frecuentes de lo que se pensaba, dado que se encontraron regularmente en estas expediciones.

## Taxonomía
La taxonomía es la siguiente según el ICTV:
- Familia Ruviroviridae
- Familia Maviroviridae
- Familia Sputniviroviridae
- Orden Piklausovirales
  - Familia Burtonviroviridae
  - Familia Dishuiviroviridae
  - Familia Gulliviroviridae
  - Familia Omnilimnoviroviridae